# Скребень-великан
Скребень-великан, или гигантский скребень (лат. Macracanthorhynchus hirudinaceus) — вид скребней из отряда Oligacanthorhynchida. Название связано с рекордными для скребней размерами взрослых особей: самки достигают 10—65 см в длину, самцы — 5—9 см. Личинки паразитируют в полости тела жуков, взрослые локализуются в кишечнике млекопитающих, главным образом — диких и домашних свиней, но также некоторых видов грызунов, хищных и человека. Вызываемое ими заболевание — макраканторинхоз.